# Thâmela Coradello
Thâmela Coradello Galil (Piúma, 12 de julho de 2000) é uma voleibolista brasileira praticante da modalidade de vôlei de praia e que foi ex-voleibolista  indoor. No vôlei de praia foi medalhista de prata nos Jogos Sul-Americanos da Juventude de 2017 no Chile.  

## Carreira
Aos onze anos de idade inicia no voleibol num projeto em sua cidade natal, na ocasião praticava o vôlei de quadra (indoor), depois, a partir de 2014 quando ingressou no ensino médio, migrou para vôlei de praia visando a edição dos Jogos Escolares do Espírito Santo, ano que foi convocada pela primeira vez para a Seleção Capixaba Sub-19,  pelo técnico Leandro Brachola e auxiliado pela ex-voleibolista Luana Amorim Madeira e também obteve ao lado de Ludiane Cunha o vice-campeonato na segunda etapa do Circuito Capixaba de Verão.Em 2016, conquistou com Thays do Nascimento a medalha de ouro nos Jogos Escolares da Juventude em João Pessoa.
Nos anos seguintes priorizou na modalidade do vôlei de praia, em 2017 disputando  ao lado de  Maria Luiza Sena, conquistaram a etapa de Cochabamba do Classificatório para os Jogos Olímpicos de Verão da Juventude de 2018, sendo vice-campeãs na etapa de Santiago (Chile), qualificando-se para os referidos jogos.Ainda em 2017, juntas conquistando a medalha de prata nos Jogos Sul-Americanos da Juventude de 2017, em Santiago (Chile).
Em 2018 disputou o Campeonato Mundial Sub-19 ao lado de Karol Góis e foram eliminadas na fase de oitavas de final e com Aninha Santos terminou na nona posição nos Jogos Olímpicos de Verão da Juventude em Buenos Aires.Com Blenda Ribeiro conquistou o título da etapa de Vila Velha do Circuito Brasileiro Sub-19 de 2018 e ao lado de Débora Cassini  conquistou o bronze na etapa do Rio de Janeiro no Circuito Brasileiro Sub-21 de 2018 e o quarto lugar na etapa de Jaboatão dos Guararapes.

E juntamente com Débora Cassini, no ano de 2019, conquistou o quarto lugar na etapa de Natal do Circuito Brasileiro Sub-21.Neste mesmo ano, ela disputou o Classificatórios do Campeonato Mundial Sub-21 ao lado de Victória Tosta e conquistaram o título da etapa de Arica e também ao lado de Vitória Rodrigues obteve o ouro na etapa de Punta Negra (distrito); no mesmo ano ainda disputou a etapa de Camaçari do Circuito Sul-americano, ao lado de Ingridh Arrigo e com esta jogadora disputou o Campeonato Mundial Sub-21 de 2019 sediado em Udon Thani.
Na temporada de 2020-21 esteve ao lado da experiente Elize Maia e conquistaram o quarto lugar no Circuito Brasileiro de Vôlei de Praia, com esta atleta conquistou o bronze  no torneio duas estrelas de Praga pelo Circuito Mundial de 2021, também campeãs da etapa de Mollendo do Circuito Sul-Americano de 2021,  competiu ao lado de e venceu as duas etapas de Assunção do Classificatório para os Jogos Pan-Americanos Júnior de 2021 ao lado de Vitória Rodrigues; e com Elize Maia obteve o terceiro lugar no Challenge de Tlaxcala do Circuito Mundial de 2022, depois, no mesmo circuito, passou atuar com Talita Antunes e conquistaram a medalha de ouro no Elite 16 da Cidade do Cabo.

## Títulos e resultados
- Etapa da Cidade do Cabo do Elite 16 do Circuito Mundial de Vôlei de Praia de 2022
- Challenge de Tlaxcala do Circuito Mundial de Vôlei de Praia de 2022
- 2* de Praga do Circuito Mundial de Vôlei de Praia de 2021
- Etapa de Tlaxcala do Challenge do Circuito Mundial de Vôlei de Praia de 2022
- Circuito Brasileiro de Voleibol de Praia de 2020-21
- Etapa II de Assunção do Classificatório dos Jogos Pan-Americanos Júnior de 2021
- Etapa I de Assunção do Classificatório dos Jogos Pan-Americanos Júnior de 2021
- Etapa de Cochabamba do Classificatório dos Jogos Olímpicos de Verão da Juventude de 2018
- Etapa de Arica do Classificatório do Campeonato Mundial Sub=21 de 2019
- Etapa do Rio de Janeiro do Circuito Brasileiro de Vôlei de Praia Sub-21 de 2018
- Etapa de Natal do Circuito Brasileiro de Vôlei de Praia Sub-21 de 2019
- Etapa de Jaboatão dos Guararapes do Circuito Brasileiro de Vôlei de Praia Sub-21 de 2018
- Etapa de Vila Velha do Circuito Brasileiro de Vôlei de Praia Sub-19 de 2018